# 1Almere
1Almere is een onderdeel van de lokale omroep in de gemeente Almere die uitzendt onder de licentie van Stichting Productie Fabriek Almere. Het platform werd in 2020 overgenomen van lokale journalist Sefanja Jongkind.
1Almere is in een groot gebied rondom Almere te ontvangen via KPN Interactieve TV kanaal 1392, VodafoneZiggo kanaal 37 en Odido kanaal 758. Daarnaast is de zender online te zien.

## Programma's

### Nieuws en Actualiteiten
Overdag is er een mix van lokaal nieuws en sportnieuws te zien gemaakt door de webredactie van 1Almere. Het landelijke nieuws komt via Nu.nl. Ook het weer, files en de informatie over de treinen komt voorbij. 

### Cultuur, maatschappij en Business
In de avonduren worden er diverse inhoudelijke televisieprogramma's uitgezonden. De programmering bestaat uit culturele, maatschappelijke en zakelijke programma's. De programma's worden in een carrousel afgespeeld en herhaald.

### Ally Taki
Ally Taki is de eerste Almeerse talkshow over de Surinaamse gemeenschap. Presentator Pascal Fredrik spreekt in dit tv-programma met gasten over onderwerpen die relevant zijn binnen de Surinaamse cultuur. Eerder presenteerde hij het programma De Tafel op 2.

## Presentatoren
- Pascal Fredrik
- Caroline in 't Veld
- At Kasbergen

## Streekomroep
1Almere ontving op 18 december 2023 het Keurmerk Nederlandse Streekomroepen van de NLPO. 1Almere behoort tot een van de acht lokale omroepen in Nederland die het keurmerk in ontvangst hebben mogen nemen.